# Oriopsis alatoides
Oriopsis alatoides är en ringmaskart som beskrevs av Hartmann-Schröder 1962. Oriopsis alatoides ingår i släktet Oriopsis och familjen Sabellidae. Inga underarter finns listade i Catalogue of Life.